# Royaumes francs
481–843
Entités précédentes :
- Royaume des Francs saliens
- Domaine gallo-romain
- Royaume des Wisigoths
- Royaume des Burgondes
- Royaume des Francs rhénans
- Empire romain d'Occident

Entités suivantes :
- Francie occidentale
- Francie médiane
- Francie orientale

Les royaumes francs ou royaume des Francs (Regnum Francorum en latin) sont les différents royaumes barbares qui se succèdent ou cohabitent en Europe occidentale durant le haut Moyen Âge après le déclin de l'Empire romain d'Occident et la conquête de ces territoires par les Francs au cours du Ve siècle.
Ces royaumes forment ensemble une entité parfois unifiée et perdurent pendant tout le haut Moyen Âge, du Ve au IXe siècle.
À partir de 911, sous Charles III le Simple, le plus occidental des royaumes francs, issu du traité de Verdun en 843 et que certains historiens qualifient de Francie occidentale, revendique seul de façon continue l'héritage du royaume des Francs de Clovis et Charlemagne par la titulature permanente de ses rois se proclamant tous rois des Francs.
Ce royaume des Francs où, dès le VIIe siècle, le terme « Franc » a perdu toute connotation ethnique du fait des mariages mixtes entre Gallo-Romains et Francs et de l'enrôlement dans l'armée de non-Germains, conserve ainsi seul le nom de Francia ou France (dans des actes officiels, sous les règnes de Charles II le Chauve et Louis II le Bègue puis sous le règne de Louis IV).

## Les premiers royaumes des Francs saliens et rhénans

Les Francs entre 400 et 440. Les zones colorées et pâles indiquent les tentatives d'extension des deux peuples francs,.

Les Francs sont un des nombreux peuples germaniques installés sur la rive droite du Rhin, à l'extérieur des frontières de l'Empire romain. Dès 256-257, ils participent à la grande invasion qui pénètre dans l'Empire pour piller. Ils prennent part à de nombreux autres raids ultérieurement.
Tout d'abord installés entre Rhin et Ardennes en tant que Lètes, les Francs s'étendent petit à petit sur le territoire de l'ancienne Gaule belgique. Ils se séparent progressivement en deux groupes, les Francs saliens et les Francs rhénans, au nord de la Gaule belgique, de part et d'autre du Rhin.
Le Ve siècle commence par une période d'accalmie entre les Romains et les Francs. Mais la pression des Huns venant d'Asie pousse les Vandales, les Wisigoths et les Burgondes vers l'ouest. Avec les hivers particulièrement rigoureux de 405 et 406, le Rhin et le Danube sont pris par les glaces et les Barbares peuvent franchir facilement ces fleuves. Tandis que les Francs rhénans pillent une première fois Trèves, les Francs saliens protègent les provinces romaines de Belgique et de Germanie. Un de leurs chefs, Edobich, se rallie à l'usurpateur Constantin III qui organise la défense contre les envahisseurs.
Les Francs saliens se regroupent ensuite en un seul royaume et sont gouvernés par Théodomir, tué vers 420 par les Romains, puis par Clodion le Chevelu. Profitant du retrait des troupes romaines de Gaule, celui-ci conduit son peuple vers le sud et s'empare de Tournai et de sa région. Ils sont cependant arrêtés et battus par Ætius, qui leur accorde un fœdus (les Francs saliens deviennent un peuple fédéré de Rome) leur permettant de s'installer autour de Tournai (Belgique). Plusieurs rois s'y succèdent, jusqu'à Clovis qui devient roi en 481.
La migration des Francs saliens, puis le fœdus qui leur est accordé, a pour conséquence d'isoler les Francs rhénans qui se retrouvent seuls face aux Alamans. Entre 431 et 469, ils se regroupent en un seul royaume et négocient une alliance avec le royaume burgonde. Comme Gondioc, roi des Burgondes est également maître de la milice, les Francs rhénans obtiennent le droit de s'implanter sur la rive gauche du Rhin et occupent Cologne, Mayence et Trèves. Plus tard, en 496, ils écrasent les Alamans à la bataille de Tolbiac avec l'aide de Clovis. Sigebert le Boiteux et Clodéric, les derniers rois de Cologne, meurent en 508, et les Francs rhénans choisissent le Salien Clovis pour leur succéder.
En 406, les Francs sont en première ligne pour défendre le Rhin contre l'invasion des Vandales. Un demi-siècle plus tard, ils sont alliés du général romain Ætius contre les Huns lors de la bataille des champs Catalauniques, près de Troyes.
L'extension prise par leurs royaumes en Gaule belgique est visible en 450 sur la carte de l'Empire hunnique. Un des rois saliens, Childéric Ier, est un général romain cantonné et peut-être gouverneur de la province de Belgique seconde. D'autres rois y sont aussi implantés (comme à Cambrai). D'autres royaumes fondés par les Francs rhénans existent sur le Rhin, autour de Cologne notamment.

## Naissance du royaume des Francs avec Clovis
Clovis Ier unifie les royaumes francs en exécutant les autres rois francs saliens ou rhénans, ses parents : le roi Ragnacaire (Cambrai) et ses frères Richaire et Rigomer, le roi Cararic, le roi Clodéric.

Les royaumes francs à la mort de Clovis en 511.

Ayant unifié les royaumes francs saliens et rhénans, Clovis Ier, avec l'appui du clergé et des grandes familles gallo-romaines unifie la Gaule par la destruction des autres royaumes germaniques dont les rois, de confession arienne, ne bénéficient guère de la confiance de populations majoritairement catholiques.
En 486, il emporte les villes de Senlis, Beauvais, Soissons et Paris. Sa victoire à Soissons, contre Syagrius, considéré comme « roi des Romains », qui contrôle une enclave gallo-romaine entre Meuse et Loire considérée comme le dernier fragment de l'Empire romain d'Occident, permet à Clovis de contrôler tout le Nord de la Gaule.
Trois puissances exercent leur domination au sud du royaume de Clovis : les Wisigoths au sud-ouest, les Burgondes au sud-est et, plus loin, en Italie, les Ostrogoths. Clovis noue des alliances successives pour continuer l'expansion de son royaume sans avoir à affronter une coalition hostile. Il s'empare ainsi du Sud-Ouest de la Gaule en chassant les Wisigoths.
Géographiquement, le royaume des Francs se confond alors en grande partie avec la Gaule. Les mariages entre Francs et Gallo-Romains, notamment au sein de l'aristocratie, l'enrôlement de non-Francs dans l'armée, l'adoption d'une langue commune entraînent une fusion progressive des deux populations, de sorte que dès le VIIe siècle, le terme « Franc » perd sa valeur ethnique pour désigner tout homme libre sujet d'un roi mérovingien, indépendamment de son origine.

## L'unité du royaume des Francs en dépit des partages
Le royaume des Francs fondé par Clovis est par la suite souvent divisé en sous-royaumes, appelés « parts de royaume » ou « État séparé », suivant la coutume franque de partage équitable du royaume entre les fils du souverain. Les périodes d'unité monarchique sont donc plutôt exceptionnelles. Cependant, l'unité de ces différents sous-royaumes est en permanence reconnue, malgré des affrontements parfois violents. Plusieurs faits témoignent de cette unité :
- Le sentiment d'appartenance à une entité commune et supérieure, le royaume des Francs, couvrant l'essentiel de la Gaule et uni par l'allégeance à une même dynastie royale, reste fort chez les Francs et maintient le sentiment de l'unité franque. D'ailleurs dès la seconde moitié du VIe siècle, les habitants de la moitié nord de la Gaule se reconnaissent comme Francs, témoignage de l'accomplissement de la fusion progressive entre Gallo-Romains et Francs qui s'achèvera au VIIe siècle[13] ainsi que de la naissance, selon l'expression de Ferdinand Lot d'un « patriotisme gallo-franc »[14].
- Ces royaumes savent par ailleurs faire taire leurs conflits internes pour s'unir contre d'autres royaumes, comme lors des assauts des rois francs contre les Burgondes.
- Malgré les partages du royaume unifié par Clovis Ier, tous ses descendants régnant sur des portions du territoire franc porteront le titre de roi des Francs[15], manifestant par là la conscience de l'unité et de l'identité particulière du royaume des Francs.
- Cette unité du royaume des Francs se manifeste aussi par le caractère indivis de Paris, siège du royaume[16] par la volonté de Clovis Ier, puis la proximité des différentes capitales dans le Bassin parisien[15].

Cependant, cette idée d'un royaume franc unifié malgré le partage des territoires entre mérovingiens n'est pas partagée par tous les historiens. Certains privilégient l'idée d'une « dualité franque », c'est-à-dire la division de l'ancienne Gaule romaine entre deux entités concurrentes, que certains monarques tentèrent d'unifier sans succès : le royaume salien/neustrien et le royaume rhénan/austrasien.

## Le prestige du royaume des Francs
L'unité du royaume des Francs est également probablement renforcée par le prestige particulier dont il bénéficie auprès de la papauté et de l'Empire romain d'Orient.
Ainsi, le pape Grégoire Ier écrit à Childebert II, roi des Francs d'Austrasie : « Autant la dignité royale élève au-dessus des autres hommes, autant votre dignité royale franque vous élève au-dessus des royautés des autres nations ». Le prologue de la loi salique, rédigée entre 757 et 766, que le pape Paul Ier mentionne dans une lettre aux chefs clercs et laïcs du royaume des Francs, exalte aussi longuement « l'illustre nation des Francs, qui a Dieu pour fondateur ». Ce prestige de la royauté franque apparaît également avec l'attribution par les papes de la qualification de « très chrétien » (christianissimus) à Charles Martel et à ses descendants rois des Francs.
Le prestige de la royauté franque était tel que l'empereur Constantin VII Porphyrogénète mentionne, qu'un édit gravé sur la basilique Sainte-Sophie de Constantinople attribué à Constantin Ier stipule qu'« un empereur romain ne devait jamais s'unir à une femme étrangère à l'ordre romain, à la seule exception des Francs… ». Ce prestige des Francs viendrait des grandes carrières que font plusieurs chefs francs dans le monde romain et des liens de parenté établis entre Francs et Romains, en particulier avec le mariage en 395 de l'empereur Arcadius (377-408) avec Eudoxia Ællia (380c-404), fille du prince franc Bauto (?-388).

## Les royaumes mérovingiens (Teilreiche) après Clovis

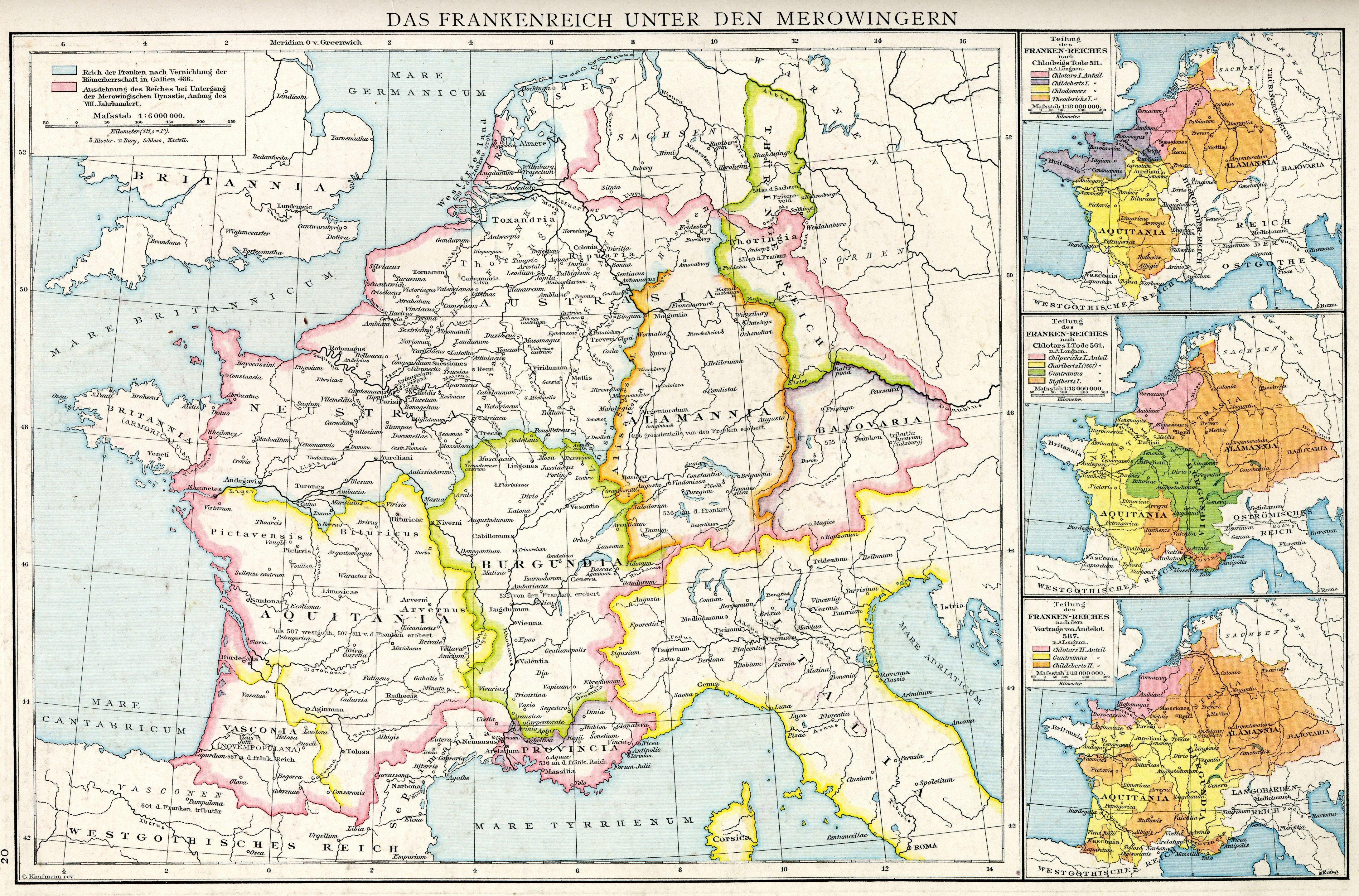
Regnum Francorum divisé en Teilreiche

### La Neustrie

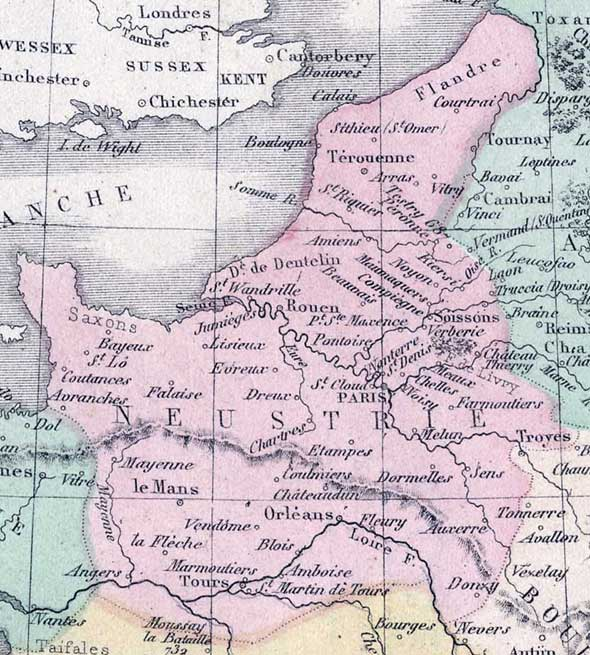
La Neustrie en 752.

Le terme apparaît au VIIe siècle, utilisé par le moine Jonas de Bobbio, pour désigner le royaume de l'Ouest lors des partages entre rois mérovingiens.
Karl Ferdinand Werner, historien allemand, présente la distinction entre Neustrie et Austrasie comme héritière de la distinction entre Francs saliens et Francs rhénans. À ce titre, la Neustrie comprend la partie principale de l'héritage salien reçu par Clovis de son père Childéric Ier.
La Neustrie couvre le nord-ouest du royaume des Francs, approximativement entre Loire (frontière avec l'Aquitaine) et Escaut, incluant l'Armorique, avec une frontière à l'est floue, dans l'actuelle Champagne : Reims est ainsi généralement en Austrasie, et la Bourgogne est souvent détachée en royaume autonome. L'Aquitaine fait parfois partie de la Neustrie.
La capitale est généralement fixée à Soissons bien que le nombre de palais royaux rende cette notion assez floue. Rouen tient également ce rôle par périodes.
La première forme de la Neustrie, bien que le terme ne soit connu par les sources qu'un siècle après, est le royaume de Clotaire Ier, créé lors du partage qui suit la mort de Clovis Ier. L'emploi du terme est donc alors anachronique. Ce royaume, au fil des successions, se fond dans le royaume des Francs réunifié par Clotaire Ier.
À la mort de Clotaire Ier, en 561, le royaume est à nouveau partagé — par tirage au sort — entre ses quatre fils (Caribert Ier, Gontran, Sigebert Ier et Chilpéric Ier). Ce dernier hérite de la Neustrie et y ajoute l'Aquitaine à la mort de Caribert.
Âgé seulement de quelques mois, Clotaire II, fils de Chilpéric Ier, hérite de la Neustrie à la mort de son père en 584. À la mort de Thierry II de Bourgogne, en 613, Clotaire II récupère l'Austrasie et devient ainsi seul roi des Francs. À sa mort, le roi de Neustrie est son fils Dagobert Ier (629-639), puis Clovis II son fils, puis Clotaire III, fils de ce dernier. C'est l'époque d'une certaine prépondérance des Neustriens dans le royaume franc. La Neustrie a ses propres maires du palais. Ebroïn en est le plus célèbre.
Après la mort de Clotaire III en 674, la Neustrie se voit imposer un roi — Thierry III — par les Austrasiens, l'Aquitaine ayant retrouvé auparavant son indépendance.
Berchaire, maire du palais du roi Thierry III est vaincu en 687 à la bataille de Tertry, petit village de Picardie proche de Péronne, par Pépin de Herstal, maire du palais d'Austrasie. Cette défaite ruine définitivement les prétentions hégémoniques de la Neustrie, qui n’est à partir de ce moment qu'un État vassal de l'Austrasie que dirigent les Arnulfiens. Cependant la distinction entre Neustrie, Austrasie, Aquitaine et Bourgogne va subsister encore, bien que s'effaçant progressivement. On la retrouve parfois dans les partages carolingiens. Lors du traité de Verdun en 843, le nom de Neustrie ne désigne plus que la partie ouest du royaume entre la Loire, la Meuse et la Manche (le royaume de Bretagne étant à cette époque indépendant). Les Robertiens fondent leur puissance sur le contrôle de nombreux honneurs (honores) neustriens, plusieurs étant marquis de Neustrie. Le terme disparaît après le traité de Saint-Clair-sur-Epte en 911, où une partie de son territoire est cédée au viking Rollon, événement à l'origine de la Northmannie ou Normandie. La constitution des principautés d'Anjou, de Blois, du Maine et de Flandre vident également le mot de son sens, et il cesse alors d'apparaître.

### L'Austrasie

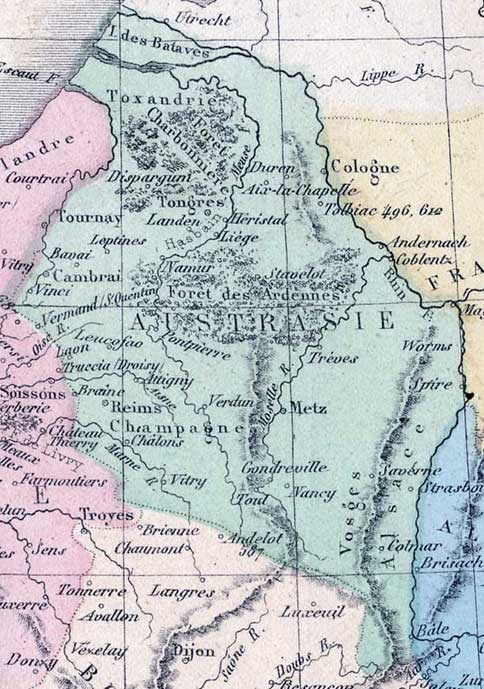
L’Austrasie en 752.

Durant la période mérovingienne, l'Austrasie, ainsi nommée selon une mauvaise orthographe des clercs (du latin australis, méridional), son nom étant Oster-rike (royaume de l'Est) en vieux-francique, est un des royaumes francs apparus à la mort de Clovis (511), lorsque le royaume de celui-ci fut partagé entre ses fils. Elle couvre le Nord-Est de la France actuelle et la Rhénanie, les bassins de la Meuse et de la Moselle, jusqu'aux bassins moyen et inférieur du Rhin. La capitale en est d'abord Reims, puis Metz.
Thierry, fils aîné de Clovis Ier et d'une franque rhénane, hérite de l'Austrasie qu'il gouverne jusqu'à sa mort en 534. Thierry, en tant qu'aîné, est largement avantagé, recevant la moitié du royaume alors que ses trois frères se partagent l'autre moitié.
Thierry reçoit :
- le royaume de Metz (Austrasie), qui comprend également Reims, le pays des Francs ripuaires auxquels il est apparenté par sa mère. Il contrôle ainsi la rive droite du Rhin et les Alamans ;
- la vallée de la Moselle ;
- les territoires de la future Champagne ;
- l'Auvergne, qu'il a conquise pour son père en 507.

En 523-524, à l'occasion d'une expédition contre les Burgondes menée par les quatre frères, à l'instigation de la reine Clotilde (465-545), Thierry étend le territoire de l'Austrasie. Après la mort de son frère Clodomir à la bataille de Vézeronce (524), Thierry capte son héritage constitué de l'Auxerrois, du Berry et du Sénonais.
En 526, il pille l'Auvergne en proie à une révolte.
En 531, il ajoute à son royaume la Thuringe, un territoire situé au centre de l'actuelle Allemagne, au nord de la Bavière.
À sa mort, en 534, il laisse le royaume à son fils Thibert Ier. À partir de cette date, vingt-deux rois se succèdent sur le trône d'Austrasie, jusqu'à Childéric III, le dernier roi franc de la dynastie des Mérovingiens, qui règne de 743 à 751, installé sur le trône par Pépin le Bref, après l'interrègne de six ans qui suit la mort de Thierry IV.
Au cours de ces deux siècles, l'Austrasie connaît une histoire mouvementée, des conflits avec la Neustrie, des mouvements de territoire au gré des guerres et des successions, des périodes de prospérité, comme le règne de Dagobert Ier, qui règne d'abord sur la seule Austrasie de 623 à 629, avant de devenir roi des Francs de 629 à 639, après avoir réussi à unifier l'ensemble des royaumes. Le pouvoir passe progressivement aux maires du palais, qui finissent par chasser la dynastie fondée par Clovis, pour en installer une nouvelle, la dynastie carolingienne.
Berceau de la dynastie carolingienne, l'Austrasie disparaît avec la déposition de son dernier maire du palais (753), pour être intégrée dans le grand royaume franc que réunissent Pépin le Bref puis Charlemagne.

### La Bourgogne

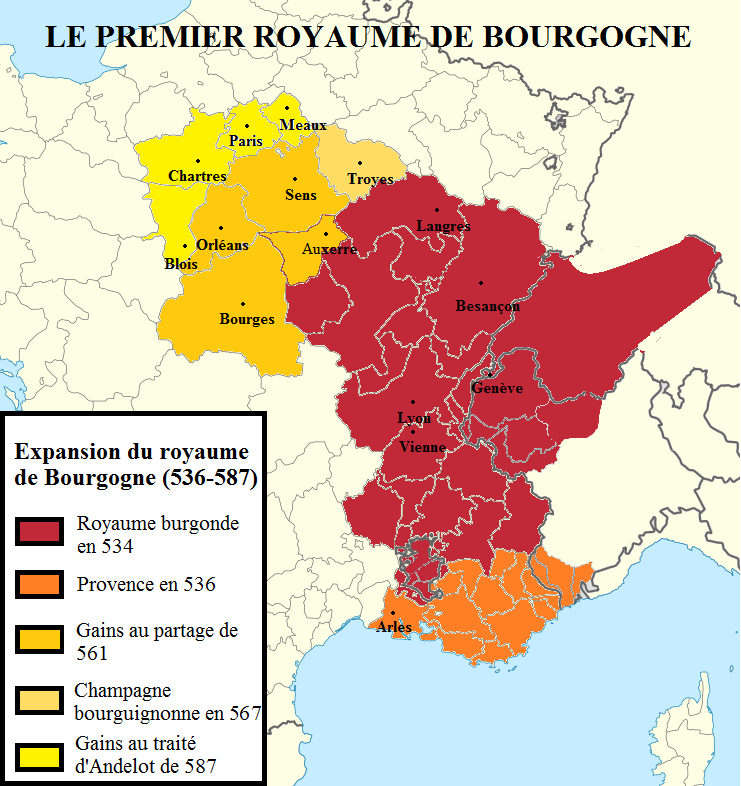
Premier royaume de Bourgogne

### L'Aquitaine

Le royaume des Francs en 628.

En 620, les Vascons s'établissent dans la partie méridionale de l'Aquitaine, prenant alors le nom de Vasconie. En 629, les deux fils du roi Clotaire II succèdent à leur père alors que Caribert, fils de Sichilde avait été écarté du pouvoir pour cause de handicap par Clotaire II. Son demi-frère, Dagobert, fils de Bertrude, est donc reconnu par les grands comme roi de Neustrie et de Burgondie. Mais Brodulf, frère de Sichilde et oncle de Caribert, avec l'appui de partisans neustriens, pousse Caribert à revendiquer sa part de l'héritage paternel. Il obtient donc de Dagobert Ier, conformément à la règle de succession de la loi salique prévoyant le partage du Regnum Francorum entre les différents princes, un territoire allant de la Saintonge aux Pyrénées et ayant Toulouse pour capitale, comprenant notamment les villes de Cahors, Agen, Périgueux et Saintes.
Ce sous-royaume ou État séparé, qui ne comprend en fait que la partie sud de la province d'Aquitaine et la Vasconie, n'est concédé à Caribert II qu'à la condition qu'il soit soumis à l'autorité de Dagobert Ier. Ce territoire a été choisi pour servir de zone-tampon entre la Septimanie wisigothique, les Basques et le royaume franc de Dagobert Ier. En 632, Caribert II meurt et Chilpéric, son jeune fils, quelque temps après. Dagobert Ier rattache le royaume de Caribert au Regnum Francorum. À la fin du VIIe siècle, l'Aquitaine acquiert une certaine autonomie, sans pour autant former un royaume. Elle est alors aux mains de ducs plus ou moins indépendants du pouvoir royal mérovingien. Charles Martel puis Pépin le Bref la soumettent au nouveau pouvoir carolingien ; le dernier duc « indépendant » Waïfre meurt en 768. Elle réapparaît comme royaume dans les partages des fils de Louis le Pieux, avant d'être intégrée à la part de Charles II le Chauve.

## Liste des rois des Francs ayant régné sur l'ensemble duRegnum Francorum

### Mérovingiens
- de 481 à 511 : Clovis Ier
- de 558 à 561 : Clotaire Ier
- de 613 à 629 : Clotaire II
- de 632 à 639 : Dagobert Ier
- de 673 à 675 : Childéric II
- de 679 à 691 : Thierry III
- de 691 à 695 : Clovis IV
- de 695 à 711 : Childebert IV
- de 711 à 715 : Dagobert III
- de 719 à 721 : Chilpéric II
- de 721 à 737 : Thierry IV
- de 743 à 751 : Childéric III

### Carolingiens
- de 751 à 768 : Pépin le Bref
- de 771 à 814 : Charlemagne (également roi des Lombards de 774 à 814 ; couronné empereur d'Occident par le pape Léon III à Noël 800)
- de 814 à 840 : Louis Ier le Pieux (abandonnant les titres de roi des Francs et de roi des Lombards en 814[28])
- de 884 à 887 : Charles III le Gros[Note 6]

## Institutions

### Institutions sous les Mérovingiens

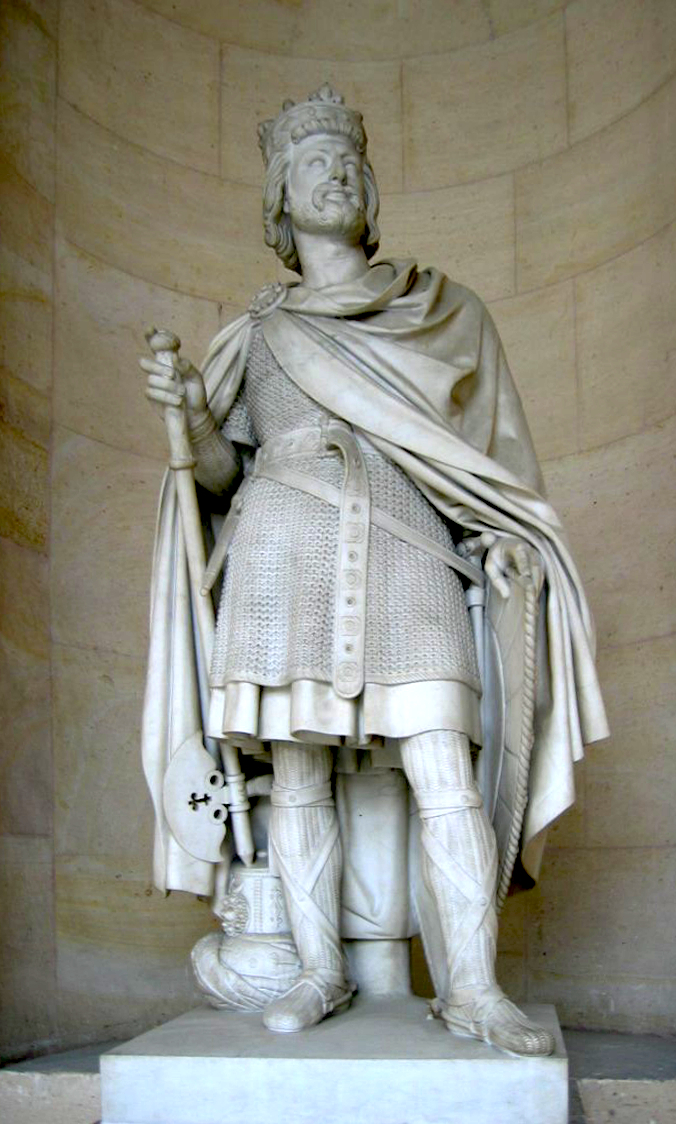
Vue d'artiste de Charles Martel, maire du palais de 717 à 741. Statue sculptée par Jean-Baptiste-Joseph Debay, château de Versailles, 1839.

Sous la dynastie mérovingienne, le roi est aidé dans sa fonction par une administration centrale, qui s'exerce au sein du palais, et une administration locale. Le palais désigne un ensemble de services et de charges auprès d'un souverain qui se déplace de résidence en résidence. Parmi ses proches, le roi choisit ses conseillers personnels qui ont souvent une double vocation de domestique et d'administrateur, comme le maréchal qui s'occupe des écuries royales et dirige la cavalerie ou le chambellan qui gère la chambre du monarque et réalise des opérations comptables. Certains, comme le comte du palais qui s'occupe de l'administration judiciaire ou le référendaire qui rédige les actes royaux, n'occupent qu'une fonction publique. La fonction de maire du palais s’accroît au fil des années. À l'origine chargé de superviser la gestion du domaine et des dépenses royales, il devient le personnage le plus important du palais et du gouvernement, supplantant même le roi qu'il finit par remplacer au VIIIe siècle.
Pour l'administration territoriale, le roi s'appuie sur une circonscription de l'Empire romain qui a survécu : la civitas (qui devient par la suite le pagus). Il y délègue une partie de sa force publique à un administrateur nommé le comte. Ce dernier est chargé de l'administration, des prérogatives judiciaires et militaires, mais aussi d'encaisser les impôts. Il est assisté de ses subordonnés : les centeniers, aux fonctions plus spécifiquement militaires, et les viguiers, qui sont à la tête d'une circonscription inférieure nommée vicaria et aux fonctions plus tournées vers le judiciaire. Les évêques peuvent aussi être considérés comme des agents territoriaux qui occupent les fonctions de justice, d'administration et fiscale sur des territoires ecclésiastiques que le roi a déclarés comme étant hors d'atteinte par ses propres agents.

### Institutions sous les Carolingiens
Dans une société marquée par la religion catholique, les Carolingiens s'appuient sur une administration laïque et ecclésiastique. Le palais reste l'administration centrale de la royauté et ses structures restent les mêmes que sous les rois mérovingiens. Néanmoins, la charge de maire du palais disparaît, ses fonctions sont réparties entre le sénéchal pour l'intendance et le comte du palais pour la justice. Autre évolution, la chancellerie, désormais dirigée par un archichancelier issu de l'Église, recrute ses membres parmi les clercs du royaume.
Dans les provinces, le système hiérarchique reste le même, mais un lien de fidélité vassalique entre le monarque et ses agents (surtout les ducs et les marquis) se met en place en échange de terre. Jusqu'au milieu du IXe siècle, des ecclésiastiques, les missi dominici contrôlent et inspectent les agents royaux pour le compte du souverain. La disparition de cette fonction fait perdre à la monarchie son contrôle sur les agents de terrain, qui finissent par échapper au pouvoir central. La justice évolue à l'initiative de Charlemagne, les tribunaux sont désormais composés d'échevins nommés à vie par les missi dominici, qui récupèrent du même coup la présidence, en rotation avec les comtes.

## La continuité du royaume des Francs après Charlemagne
Après Charlemagne, les rois francs abandonnent le titre de « roi des Francs ». La très grande extension du royaume associant des peuples divers et désormais identifié à l'Empire romain d'Occident ressuscité à vocation universaliste et supranationale fait perdre de son sens à la qualification de royaume franc.
Le titre de roi des Francs sera néanmoins relevé en 911 par Charles III le Simple, qui, devenu le seul Carolingien régnant, revendique l'héritage des Mérovingiens et des Carolingiens. À partir de 911, les rois du royaume occidental issu du traité de Verdun en 843, couvrant la plus grande part de la Gaule et concentrant la plupart des lieux symboliques du royaume de Clovis comme Reims ou Paris, revendiquent continûment la qualité de roi des Francs y compris les Robertiens alors que chez les rois de l'Est, parfois appelé rois des Germains, cette revendication sera épisodique et disparaîtra dès le XIe siècle.
Le mot Franc qui a perdu sa dimension ethnique dès le VIIe siècle en Gaule où il désigne les sujets libres des rois mérovingiens, carolingiens puis capétiens, l'a conservé en Allemagne, où il désignera les colons Francs installés en Franconie.
De fait, dès l’époque mérovingienne, on a pris l’habitude de parler de Francia pour désigner le royaume des Francs, usage maintenu jusqu’aux premiers Carolingiens. Certains historiens utilisent le terme de Francie pour rendre Francia mais il s'agit d'une invention récente, les auteurs ayant rendu Francia par France du Moyen Âge au XXe siècle, le mot Francia étant aussi la traduction latine du mot France. Sous les premiers Carolingiens, le mot Francie continue de désigner le royaume des Francs dans son ensemble. Quelques actes de Charlemagne opposent ainsi Francie et Italie, de même qu’à partir de 801 la formule de date de certains capitulaires. Le mot Francia se retrouve dans cette acception chez divers auteurs et annales : Éginhard, Nithard, Ermold le Noir, les Annales royales et celles de Saint-Bertin.
En 843, le traité de Verdun partage l’Empire carolingien entre les petits-fils de Charlemagne : Louis le Germanique obtient la Francie orientale (Germanie) tandis que Charles II le Chauve et Lothaire obtiennent respectivement la Francie occidentale et la Francie médiane. Dans ces trois royaumes, Francie est utilisé par les auteurs pour désigner celui dans lequel ils vivent mais cet usage ne continue que dans le royaume de Francie occidentale. La chancellerie de Charles II le Chauve, à partir de son avènement à l’empire (25 décembre 875), désigne le royaume occidental par le terme Francie. En 877, Louis II le Bègue reprend un temps l’équivalence entre « Regnum Franciæ » et le royaume de l’Ouest.
Dans les années 911-912, Charles III remet à l’honneur le titre de Rex Francorum qui sera prédominant dans les actes du Xe siècle, ce qui renforce l'identification entre France, royaume des Francs, Francie occidentale. France ou Francie est également utilisée comme identifiant le seul royaume occidental des Francs dans un diplôme du roi Louis IV datant de 946, évoquant le moment où « le roi récupéra la France ».
Officiellement, les rois de France porteront exclusivement le titre de roi des Francs, Rex Francorum dans leur titulature latine, jusqu'à Philippe Auguste. Encore au XVIIe siècle, des médailles royales reprendront le titre de roi des Francs.

## La fin de la pratique du partage du royaume des Francs
Plusieurs facteurs ont contribué à la fin de la pratique du partage du royaume des Francs.
- L'affaiblissement du principe héréditaire au profit du bénéfice électif a consacré le principe unitaire, le choix répété de rois en dehors de la dynastie carolingienne excluant nécessairement cette pratique des partages née de la seule hérédité. Ainsi, la pratique du partage fut interrompue dans le royaume des Francs de l'Ouest dès la fin du IXe siècle. En effet, au principe d'hérédité, les grands du royaume substituèrent en 888 le principe d'élection dans la succession royale en élisant le roi Eudes au détriment de Charles III. L'élection rendit impossible le partage du royaume entre les enfants du roi.
- Le renforcement de l'idéologie unitaire dont Jonas d'Orléans et Agobard de Lyon s'étaient fait les porte-paroles a pu jouer également un rôle[36].
- Les accidents généalogiques qui, en ne laissant après les morts des pères que des fils uniques, a également renforcé la structure verticale patrilinéaire[37], aussi bien chez les Robertiens que chez les Carolingiens.

La fin du principe du partage fut pleinement consacrée à la fin du règne de Louis IV de France. Cette première interruption fut ensuite renforcée par le fait qu'en 954, à la mort du roi Louis IV, bien que ce dernier eût peut-être envisagé de conférer à Charles la royauté, pour la première fois lors d'une dévolution dans laquelle l'hérédité joue le premier rôle, la tradition de partage du royaume des Francs entre les fils ne prévalut pas. Lothaire, frère aîné de Charles, succéda à Louis IV. C'était une nouveauté dans la succession royale héréditaire depuis la fondation du royaume des Francs à l'époque mérovingienne.
Les historiens ont parfois expliqué la dévolution du titre royal au seul Lothaire par la faiblesse de l'institution royale dans le royaume des Francs de l'Ouest mais cet argument ne peut expliquer que prévale également la solution unitaire dans le royaume de Germanie, issu du royaume des Francs de l'Est où la puissance et le prestige de la royauté étaient forts.